# Люц
Люц (нем. Lütz) — община в Германии, в земле Рейнланд-Пфальц. 
Входит в состав района Кохем-Целль. Подчиняется управлению Трайс-Карден.  Население составляет 362 человека (на 31 декабря 2010 года). Занимает площадь 5,47 км².